# Renald III (książę Geldrii)
Renald III (ur. 13 maja 1333 r., zm. 4 grudnia 1371 r.) – książę Geldrii i hrabia Zutphen od 1343 do 1361 r. i ponownie w 1371 r.

## Życiorys
Renald był starszym synem księcia Geldrii Renalda II. Jego matką była druga żona Renalda, Eleonora, córka króla Anglii Edwarda II. W 1343 r. odziedziczył po ojcu księstwo Geldrii i hrabstwo Zutphen. Początkowo, wobec jego małoletności, rządy sprawował pod opieką regentów, którzy musieli odeprzeć roszczenia do tronu Wilhelma II, księcia Jülich (męża córki Renalda II z pierwszego małżeństwa).
W 1347 r. poślubił córkę księcia Brabancji Jana III, Marię (małżeństwo to zostało zaaranżowane jeszcze przez jego ojca). Rozluźnił zawarty przez ojca sojusz z Anglią. Wskutek zmagań politycznych w Geldrii przeciwko Renaldowi wystąpił jego młodszy brat, Edward. Ich zmagania trwały ze zmiennym szczęściem kilka lat, wreszcie w 1361 r. Edward pokonał Renalda i objął tytuł książęcy. Renald pozostawał uwięziony na zamku Nijenbeek do śmierci Edwarda w sierpniu 1371 r. Potem powrócił na tron geldryjski, jednak kilka miesięcy później zmarł. 
Nie pozostawił żadnych potomków (podobnie jak brat Edward). Geldrię i Zutphen odziedziczył po nim jego siostrzeniec (syn siostry Marii oraz księcia Jülich Wilhelma II), Wilhelm. Renald został pochowany w klasztorze Graefenthal. Znany był z rozrzutności, odznaczał się też wielką tuszą.